# La Conversió de Sant Pau (Maíno)
La Conversió de Sant Pau és un quadre del pintor Juan Bautista Maíno conservat actualment al Museu Nacional d'Art de Catalunya. L'obra va ser atribuïda al pintor el 2011 i el 2012 es va restaurar, dins d'un acord amb BNP Paribas. El MNAC compta també amb el Retrat de Fray Alonso de Santo Tomás (1648-1649), una de les seves últimes produccions. El 2012 els experts del museu van poder identificar La conversió de sant Pau com una de les poques produccions que es conserven de Maíno, un dels introductors a Espanya de la cultura figurativa de Caravaggio i del cercle de pintors actius a Roma a principis del segle xvii.

## Història
L'obra de Maíno presenta un aspecte resultat dels seus anys de residència a Roma. Quan torna, Maíno no es limita a realitzar una transposició mimètica dels models figuratius que ha pogut veure allà, sinó que és capaç de reinterpretar aquestes fonts amb un ímpetu renovador. Aquest fenomen d'importació de les novetats per la via del viatge artístic és el que diferencia l'estil de Maíno del dels seus contemporanis.
La pintura La conversió de sant Pau, que va ingressar a l'antic Museu d'Art de Catalunya després de ser adquirida l'any 1952, va despertar des d'un principi l'interès de Joan Ainaud de Lasarte (1919-1995), en aquell moment director general dels museus d'art de Barcelona. Ainaud va contemplar en un principi la possibilitat que l'autoria de l'obra fos italiana, pensant en Orazio Gentileschi. Des de llavors el perfil de l'artífex d'aquesta pintura s'ha anat dibuixant amb major nitidesa, la qual cosa ha permès realitzar la seva atribució a Juan Bautista Maíno.
Un incendi accidental el 1985, cobrir la pintura d'una capa negra. La tela, que es trobava greument malmesa a causa de l'incendi, estava fins al 2012 atribuïda al pintor valencià Josep Vergara (1726 – 1799).
Aquesta nova atribució suposa una aportació important al catàleg d'un artista clau per entendre la pintura espanyola del segle xvii i del qual es conserven molt poques obres, només 44.

## Descripció
La conversió de sant Pau és una obra molt representativa de la producció de Maíno. Recorda el Retaule Major de les Quatre Pasqües (1612-1614), pintat per a l'església de Sant Pere Màrtir de Toledo, que es conserva al Museo del Prado i que és considerada una de les produccions més rellevants de la pintura espanyola del segle xvii.

## Estil
En aquesta obra s'aprecien els principals i més representatius aspectes que defineixen el repertori gràfic del pintor i el seu llenguatge, caracteritzat per un dibuix vigorós, de traç minuciós en els contorns; la monumentalitat escultòrica de les figures, creades per mitjà d'una il·luminació contrastada, i un colorit intens. La conversió de sant Pau mostra el deute assolit per Maíno vers la pintura italiana, particularment, amb l'estimulant ambient romà, ciutat en la qual apareix documentada la presència de l'artista entre 1605 i 1610.

### Influències
El llenguatge de Maíno apunta també la influència de Caravaggio (1571-1610), especialment visible en La conversió de sant Pau en el modelatge del cabell dels àngels i en l'aspecte sever del rostre de Jesús, que mostra grans coincidències estilístiques amb el representat a la tela de La Trinitat (1612-1620), pertanyent al retaule que Maíno va realitzar per al convent de la Mare de Déu de la Concepció, de Pastrana, la seva vila natal i que tracta la mateixa temàtica.

## Restauració
La conversió de sant Pau presentava un greu estat de degradació, conseqüència d'un incendi que es va produir l'1 d'abril de 1985 a la dependència municipal de Barcelona en la qual es trobava dipositada, decorant una de les seves parets.
Durant el sinistre, l'obra va estar sotmesa a elevades temperatures i va resultar greument malmesa. Presentava bombolles, cràters i pèrdues importants, a més de diversos retocs i repintades poc afortunades anteriors a l'incendi. A més, la pintura estava coberta per una capa fosca que feia difícil apreciar la seva qualitat. Les tècniques d'anàlisi es van imposar com una necessitat per poder entendre la composició, el dibuix i els colors; i per poder plantejar un diagnòstic rigorós del seu estat.
L'examen radiogràfic va ser determinant per redescobrir la pintura abans d'intervenir, i va permetre distingir un dibuix vigorós i marcats contrastos de llums i ombres. També va permetre apreciar els penediments del pintor durant el procés de creació i localitzar les zones de desgast de la policromia.
Cal esmentar que la pintura havia patit una modificació de format important: va ser tallada pel seu costat dret, de dalt a baix, i en la base de la composició mostrava l'afegit d'una tira de 7,5 centímetres de tela pintada. Aquest fragment en realitat corresponia originàriament a la part superior de la tela, d'on havia estat retallat prèviament.
Aquesta operació va haver de ser realitzada durant el seu reentelat, que es va poder datar gràcies a un paper de diari que va aparèixer quan es va desclavar el bastidor. En el fragment no figura el nom de la publicació ni la data, però, després d'una investigació a l'hemeroteca es va identificar com una pàgina del diari La Premsa del 15 de maig de 1945.
En tot cas, aquesta última restauració a la qual havia estat sotmesa l'obra era forçosament anterior al seu ingrés en el museu l'any 1952, ja que en les fotografies antigues de què disposa el museu, ja apareixia amb aquestes intervencions.
Atenent la fragilitat de la tela original, es va decidir no desentelar l'obra, canviar el
bastidor trencat per un de tensió perimetral homogènia i respectar els retocs antics sempre que no tapessin la pintura original, amb l'objectiu de malmetre el mínim possible una pintura ja considerablement mutilada.
La intervenció de restauració ha brindat també l'oportunitat d'analitzar els materials de l'obra i poder caracteritzar la tècnica utilitzada pel pintor. Els pigments i la manera d'aplicar-los per obtenir els tons més adequats i els efectes de llum perseguits, així com la composició química de la preparació terrosa, que serveix de base per aplicar la pintura, coincideixen amb els que s'han identificat en altres obres de Maíno analitzades pel laboratori del Museo del Prado amb ocasió de l'exposició dedicada al pintor (2009-2010).

## Exposició temporal

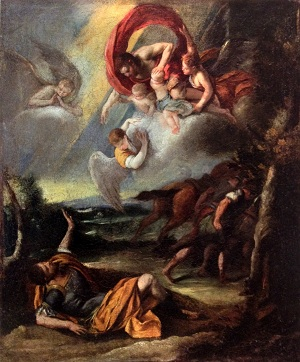
Obra preparatòria procedent d'una col·lecció particular

Amb l'objectiu d'aportar llum sobre la gènesi de l'obra, la seva atribució i explicar el profund i delicat procés de restauració que va dorar més de 6 mesos. Per això es va fer una exposició temporal al museu, exposant l'obra en una sala pròpia, juntament amb una pintura preparatòria procedent d'una col·lecció particular, una radiografia que mostra el seu estat abans de la intervenció, així com amb un vídeo que explica el procés de restauració de la tela.